# Lachesillidae
Famille
Les Lachesillidae sont une famille d'insectes de l'ordre des psocoptères appartenant au sous-ordre des psocomorphes. Les membres de cette famille sont caractérisés par une areola postica arrondie et libre dans leur aile antérieure. Les mâles présentent diverses structures sclérifiées au niveau de leurs genitalia. Environ 300 espèces ont été décrites dans cette famille, la plupart dans le genre Lachesilla.

## Liste des sous-familles et genres
Selon BioLib (20 mai 2019) :
- sous-famille Cyclolachesillinae Li, 2002
  - genre Cyclolachesillus Li, 2002
- sous-famille Eolachesillinae
  - genre Anomopsocus Roesler, 1940
  - genre Antilachesilla Mockford & Sullivan, 1986
  - genre Archaelachesis Vishnyakova, 1975 †
  - genre Eolachesilla Badonnel, 1967
  - genre Graphocaecilius Enderlein, 1900
  - genre Mesolachesilla Mockford & Sullivan, 1986
  - genre Nanolachesilla Mockford & Sullivan, 1986
  - genre Notolachesilla Mockford & Sullivan, 1986
  - genre Prolachesilla Mockford & Sullivan, 1986
  - genre Tricholachesilla Mockford & Sullivan, 1986
  - genre Waoraniella Garcia Aldrete, 2006
- sous-famille Lachesillinae
  - genre Ceratolachesillus Li, 2002
  - genre Dicrolachesillus Li, 2002
  - genre Hemicaecilius Enderlein, 1903
  - genre Homoeolachesilla Li, 1995
  - genre Lachesilla Westwood, 1840
  - genre Nadleria Badonnel & Garcia Aldrete, 1979
  - genre Zangilachesilla Li, 2002
  - genre Zonolachesillus Li, 2002